# Street Racer (videojoc de 1977)
Street Racer és un videojoc de curses desenvolupat per l'Atari Video Computer System, més tard conegut com l'Atari 2600. Va ser programat per Larry Kaplan i alliberat per Atari, Inc. el setembre de 1977, com un dels nou títols de llançament d'Atari VCS. El joc també va ser publicat per Sears pel seu Tele-Games com a Speedway II.